# كين أرمسترونغ (صحفي)
كين أرمسترونغ (بالإنجليزية: Ken Armstrong)‏ هو صحفي أمريكي، ولد في 4 ديسمبر 1962.

## وصلات خارجية
- الموقع الرسمي